# Tinkas juleeventyr
Tinkas juleeventyr er en dansk tv-julekalender, produceret af Cosmo Film A/S og vist på TV 2 fra den 1. december til 24. december 2017.  Optagelserne startede den 13. marts 2017. Serien blev fulgt op med Tinka og Kongespillet i 2019.

## Plot
Tinkas juleeventyr handler om nissepigen Tinka, der finder ud af at hun er anderledes end alle de andre nisser. Tinkas amulet skifter ikke farve fra grøn til rød, som hendes klassekammeraters gør.
Hun finder ud af at hun er halv nisse og halvt menneske. Hendes mor Nille, er i virkeligheden hendes adoptivmor, som fik hende af nissen Bjergi. Hendes rigtige mor er menneske, men er desværre gået bort. Hendes far er nissekronprinsen Storm, som er forsvundet ind i menneskenes verden.
Nisserne troede at menneskene har stjålet julestjernen, men i virkeligheden var julestjernen fløjet ud af en tidligere nissekonges hænder. Tinka skal hente den tilbage til nisserne.

## Medvirkende
- Josephine Højbjerg som Tinka - (datter af kronprins Storm, niece af prins Fileas, barnebarn af kong Gobbe og nisse)[1]
- Albert Rosin Harson som Lasse - (Tinkas bedste ven)
- Ellen Hillingsø som Ingi
- Troels Lyby som Storm - (Tinkas far og "kronprins Storm og senere konge")
- Birthe Neumann som Maja - (Mikkels mor,  Lasse og Astrids farmor)
- Anette Støvelbæk som Tuva
- Neel Rønholt som Nille - (plejemor til Tinka)
- Mia Lyhne som Iben
- Martin Bo Lindsten som Mikkel - (Lasse og Astrids far)
- Lars Knutzon som Kong Gobbe - (far til prinserne Storm og Fileas, og farfar til Tinka)
- Paw Henriksen som Bjergi - (Storms bedste ven)
- Rosita Nellie Holse Gjurup som Astrid - (Lasses lillesøster)
- Christian Tafdrup som prins Fileas - (Storms lillebror og Tinkas onkel)
- Christoffer Høyer Rasmussen som Nisse til cermoni
- Hadi Ka-Koush som Skir
- Esther Marie Boisen Berg som Vilma
- Vincent Groos som Horn
- Jakob Femerling som Birk
- Kasper Leisner som Fortæller
- Mads Korsgaard som Guard

## Liste over afsnit
| Nr. | Titel                |
| --- | -------------------- |
| 1   | Amuletten            |
| 2   | Nisser på Søgaard    |
| 3   | Den gamle portal     |
| 4   | Rigtige venner       |
| 5   | Et uventet møde      |
| 6   | Øffert               |
| 7   | Besøg hos nisserne   |
| 8   | Nissehuen            |
| 9   | Storm                |
| 10  | Det første møde      |
| 11  | På sporet af Falkhøj |
| 12  | Julestjernerne       |
| 13  | Lucia                |
| 14  | Dagbogen             |
| 15  | Kongens hånd         |
| 16  | Den gamle sang       |
| 17  | Et uventet brev      |
| 18  | På dybt vand         |
| 19  | Kronprinsen          |
| 20  | Det forsvundne hjul  |
| 21  | Broderskål           |
| 22  | Nettet strammes      |
| 23  | Nisse i hjertet      |
| 24  | Nissernes magi       |